# Bob Tisdall
Robert "Bob" Morton Newburgh Tisdall (Nuwara Eliya, 16 de maio de 1907 - Nambour, 27 de julho de 2004) foi um velocista e campeão olímpico irlandês.
Nascido no antigo Ceilão - hoje Sri Lanka - numa família anglo-irlandesa e criado em Nenagh, no Condado de Tipperary, Irlanda, ele só havia corrido seis vezes os 400 m c/ barreiras quando o venceu nos Jogos Olímpicos de Los Angeles 1932. Tisdall quebrou o recorde mundial da prova (51s7) mas seu tempo não foi oficializado porque ele bateu numa das barreiras durante a corrida, o que, pelas regras da época, não era permitido para homologação de marca mundial. Por causa deste incidente - que na verdade, só prejudica o próprio atleta - mais tarde as regras foram mudadas. Décadas mais tarde, o presidente do Comitê Olímpico Internacional, Juan Antonio Samaranch, o presenteou com um vaso de cristal em forma de bacia, com a imagem dele em corrida batendo numa barreira, gravada no vidro.
Depois dos Jogos, Tisdall emigrou para a África do Sul, onde ajudou a formar o Regimento Irlandês-Sul-africano durante a II Guerra Mundial. Depois da guerra ele continuou vivendo pela África, em países diferentes como a Rodésia, Quênia e Tanzânia, até estabelecer-se definitivamente em Nambour na Austrália. Aos 93 anos, antes de morrer, ele participou do revezamento da tocha olímpica em Sydney 2000.